# Svein Tuft
Svein Tuft (* 9. Mai 1977 in Langley) ist ein ehemaliger kanadischer Radrennfahrer.

## Karriere
Bevor Tuft als Wettkämpfer dem Straßenradsport widmete, war er mit seinem Fahrrad längere Zeit als Tramp in Begleitung seines 40 Kilogramm schweren Hundes unterwegs.
Seine wichtigsten Erfolge erzielt Tuft im Einzelzeitfahren: Bis 2014 wurde er siebenmal kanadischer Meister im Einzelzeitfahren. Bei den Olympischen Spielen in Peking 2008 belegte er den siebten Platz in seiner Spezialdisziplin und bei den Straßen-Weltmeisterschaften 2008 gewann er die Silbermedaille.
Tuft gewann 2007 die Einzelwertung der Rennserie UCI America Tour. Neben seinen Zeitfahrtiteln wurde Tuft 2011 und 2014 kanadischer Meister im Straßenrennen und auf der Bahn 2008 in der Einerverfolgung und im Madison. Ebenfalls 2008 wurde er Panamerikanischer Meister in der Einerverfolgung, im Punktefahren und wiederum im Madison.
Im Jahr 2008 erhielt Tuft seinen ersten Vertrag bei einem UCI ProTeam, der US-amerikanischen Mannschaft Garmin-Slipstream. In den Folgejahren nahm er mehrfach an „Grand Tours“ teil. 2012 wechselte er nach einer Zwischenstation beim kanadischen Professional Continental Team SpiderTech-C10 zum australischen ProTeam Orica GreenEdge und erreichte mit dieser Mannschaft Podiumsplatzierungen bei den Straßenweltmeisterschaften im Mannschaftszeitfahren: 2012 und 2016 gewann er die Bronze- und 2013 sowie 2014 jeweils die Silbermedaille. 2017 wurde Svein Tuft kanadischer Meister im Zeitfahren und errang damit seinen zehnten nationalen Titel im Einzelzeitfahren.
Nach sieben Jahren Zugehörigkeit verließ Tuft zur Saison 2019 sein Team und wurde noch für eine Saison Mitglied im Team Rally UHC Cycling. Nach der Saison 2019 beendete er im Alter von 42 Jahren seine Karriere als Radrennfahrer.

## Erfolge

### Straße
| 2004 - Kanadischer Meister – Einzelzeitfahren 2005 - Kanadischer Meister – Einzelzeitfahren 2006 - Kanadischer Meister – Einzelzeitfahren 2007 - Gesamtwertung Vuelta a Cuba - U.S. Open Cycling Championship - Einzelwertung UCI America Tour 2007 2008 - Panamerikanischer Meister – Einzelzeitfahren - Gesamtwertung und eine Etappe Tour de Beauce - Kanadischer Meister – Einzelzeitfahren - Vizeweltmeister Zeitfahren 2009 - Kanadischer Meister – Einzelzeitfahren 2010 - Kanadischer Meister – Einzelzeitfahren - eine Etappe Post Danmark Rundt - eine Etappe Eneco Tour 2011 - zwei Etappen Tour de Beauce - Kanadischer Meister – Einzelzeitfahren - Kanadischer Meister – Straßenrennen - Grote Prijs Stad Zottegem | 2012 - Mannschaftszeitfahren Tirreno–Adriatico - eine Etappe Tour de Beauce - Kanadischer Meister – Einzelzeitfahren - eine Etappe und Mannschaftszeitfahren Eneco Tour - Weltmeisterschaft – Mannschaftszeitfahren - Duo Normand (mit Luke Durbridge) 2013 - eine Etappe Tour de San Luis (EZF) - Prolog Tour of Slovenia - Mannschaftszeitfahren Tour de France - Weltmeisterschaft – Mannschaftszeitfahren - Duo Normand (mit Luke Durbridge) 2014 - Mannschaftszeitfahren Giro d’Italia - Kanadischer Meister – Einzelzeitfahren - Kanadischer Meister – Straßenrennen - Weltmeisterschaft – Mannschaftszeitfahren 2016 - Duo Normand (mit Luke Durbridge) - Weltmeisterschaft – Mannschaftszeitfahren 2017 - Kanadischer Meister – Einzelzeitfahren 2018 - Kanadischer Meister – Einzelzeitfahren |

### Bahn
2008
- Panamerikanischer Meister – Einerverfolgung
- Panamerikanischer Meister – Madison (mit Zach Bell)
- Panamerikanischer Meister – Punktefahren
- Kanadischer Meister – Einerverfolgung
- Kanadischer Meister – Madison (mit Zach Bell)

## Grand-Tour-Platzierungen
| Grand Tour            | 2009 | 2010 | 2011 | 2012 | 2013 | 2014 | 2015 | 2016 | 2017 | 2018 | 2019 |
| --------------------- | ---- | ---- | ---- | ---- | ---- | ---- | ---- | ---- | ---- | ---- | ---- |
| Giro d’ItaliaGiro     | –    | 125  | –    | 148  | 154  | 155  | –    | 146  | 142  | 147  | –    |
| Tour de FranceTour    | –    | –    | –    | –    | 169  | 131  | 159  | –    | –    | –    | –    |
| Vuelta a EspañaVuelta | DNF  | –    | –    | –    | –    | –    | –    | 158  | DNF  | –    | –    |